# Theo van Wijngaarden
Theodorus (Theo) van Wijngaarden (Rotterdam, 27 februari 1874 – Voorburg, 4 november 1952) was een Nederlands kunstschilder, restaurateur en vervalser. Hij woonde in de Sumatrastraat in Archipelbuurt in Den Haag, naast de ingang van het Hofje van Elf.

## Zijn werk
Van Wijngaarden was autodidact. Hij schilderde op impressionistische wijze boerentaferelen en bloemstillevens. Zijn schilderijen brachten veel minder op dan zijn handel.

#### Veilingen
- In 2007 werd een klein schilderij (17,5 x 12,5cm) geveild bij Hessinks Veilingen. Het stelde een Polderlandschap met visser in een bootje voor. Gesigneerd
- In 2009 werd een schilderij (49,5 x 35cm) geveild bij Christie's. Het stelde een vrouw voor die gezeten aan een tafel, zit te naaien. Gesigneerd 1909.
- In 2010 werd een schilderij (44 x 34cm) geveild bij Vendu Notarishuis. Het stelde Geitjes bij boerderij achter de duinen voor. Gesigneerd.
- In 2012 werd een klein schilderij (32 x 20cm) geveild bij Onder de Boompjes. Het stelde een boer met kruiwagen voor op een landweggetje.[3]

## Zijn handel

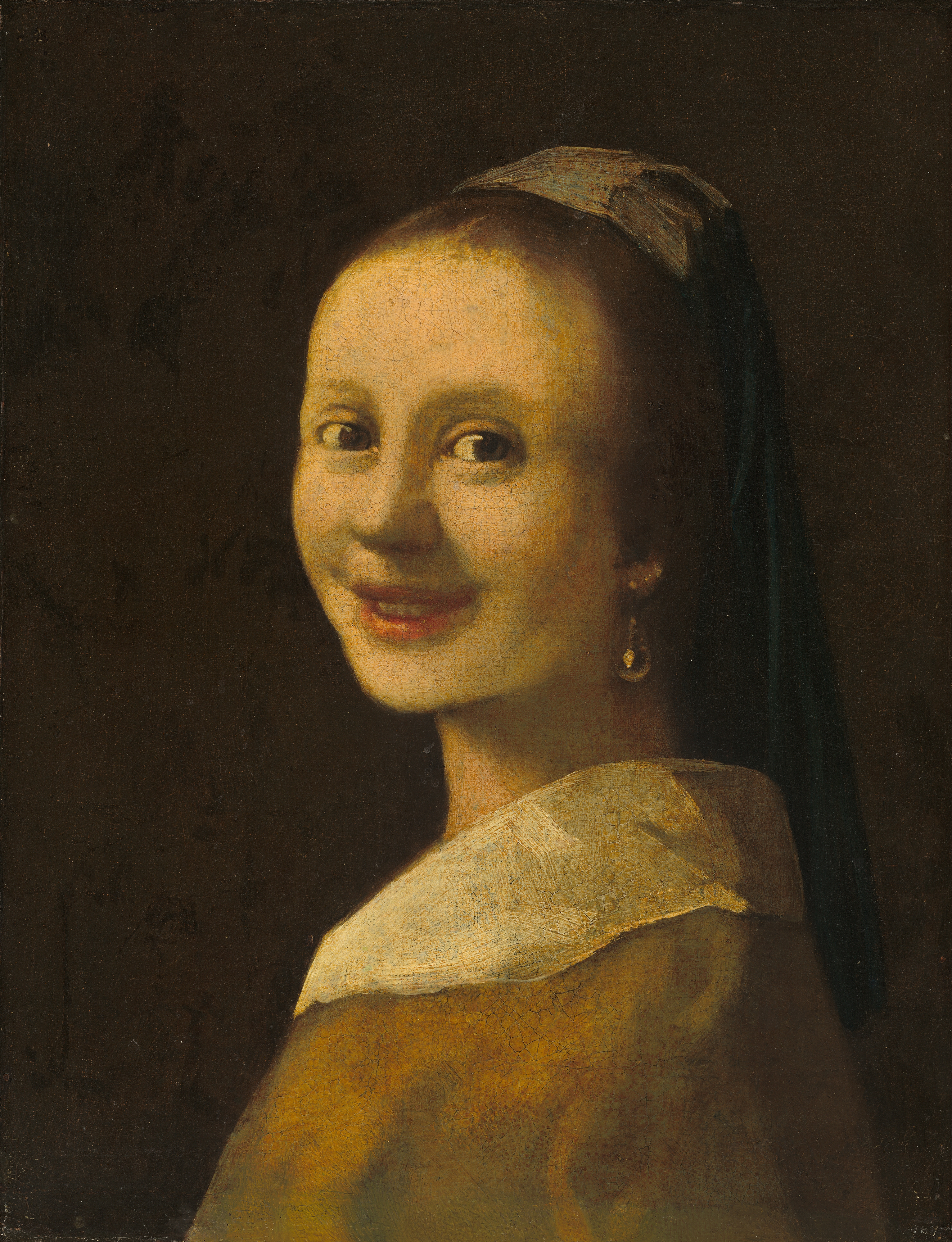
Lachend Meisje

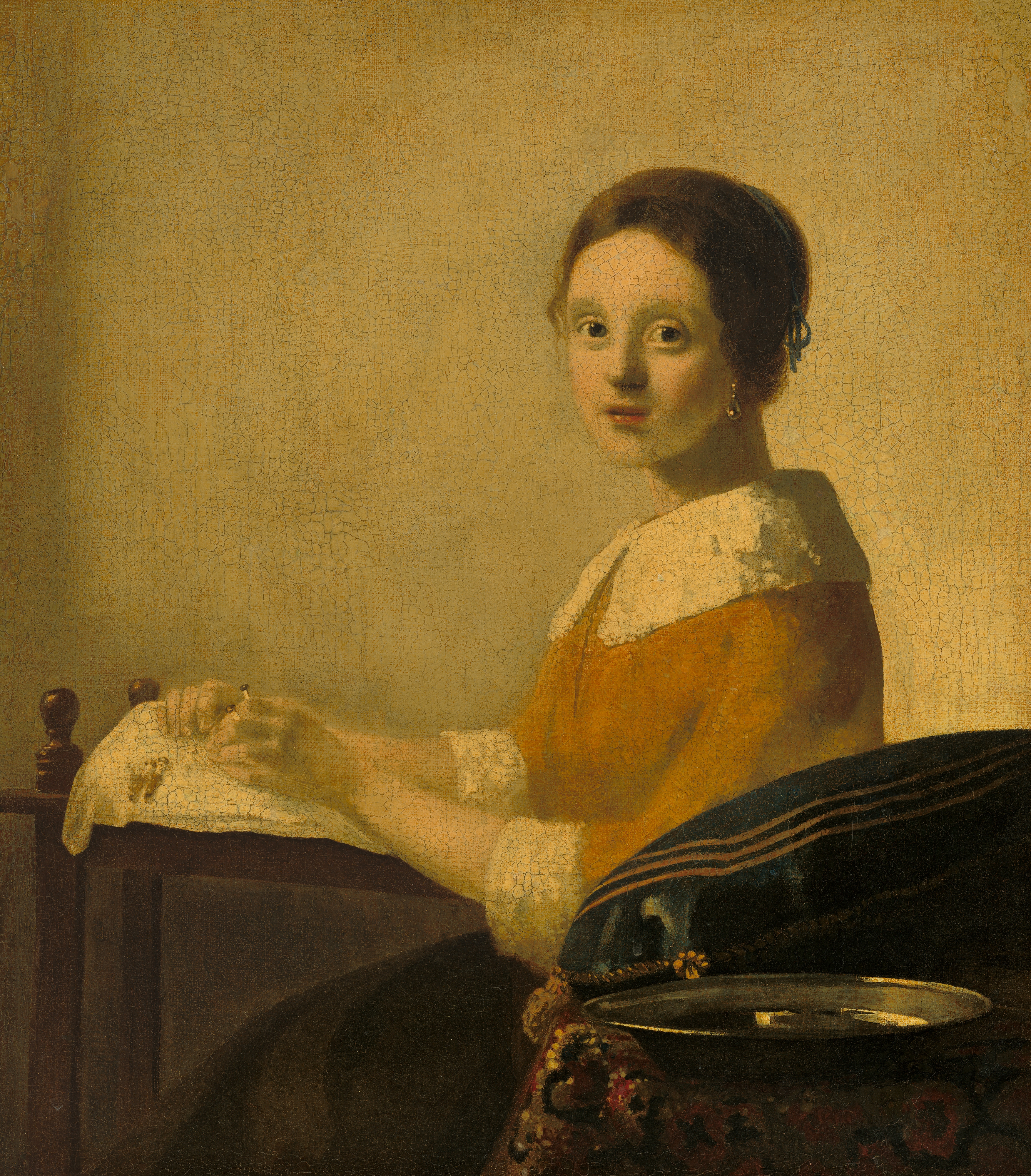
Kantwerkster.

Als restaurateur specialiseerde hij zich in het kopen van oude vervuilde schilderijen. Na een grondige schoonmaakbeurt verkocht hij de schilderijen, soms door hem voorzien van een bekende signatuur. Van Wijngaarden had rond 1900 al contact met de weinig scrupuleuze kunsthandelaar Leo Nardus en met handelaars in Londen en Berlijn.
Wat hem eigenlijk ontbrak was topkwaliteit, en dat probleem werd frauduleus opgelost toen hij Han van Meegeren ontmoette. Via Joseph Duveen, een Britse handelaar in oude meesters die ook een groot kantoor in New York had, vonden schilderijen van Van Meegeren hun weg naar Amerikaanse verzamelaars. Het Lachend Meisje en de Kantwerkster werden door Van Wijngaarden aan Duveen verkocht, die ze doorverkocht aan Andrew Mellon, een bankier uit Pittsburgh en een bekende Amerikaanse kunstverzamelaar. Beide schilderijen zijn waarschijnlijk door Van Meegeren gemaakt. Het Lachend Meisje hangt nu in de National Gallery in Washington. Het schilderij werd aan het museum geschonken door Andrew W. Mellon. Jarenlang werd gedacht dat dit een Vermeer was, sinds 1995 wordt het toegeschreven aan Van Wijngaarden. De tekst bij het schilderij is echter niet aangepast.